# Associazione italiana guardie dei parchi e delle aree protette
L'Associazione italiana guardie dei parchi e delle aree protette (in acronimo AIGAP) è un'associazione nazionale rappresentante la categoria professionale dei guardiaparco italiani.
Nata nel 1991 in Toscana, presso il Parco naturale di Migliarino, San Rossore, Massaciuccoli, rappresenta prevalentemente i guardaparco professionisti dei parchi regionali e i guardaparco degli unici due parchi nazionali dove è presente un corpo di sorveglianza specifico: il Parco nazionale d'Abruzzo, Lazio e Molise e il Parco nazionale del Gran Paradiso.
L'AIGAP è membro dell'International Ranger Federation (IRF).